# Trăstenik
Trăstenik (în bulgară Тръстеник) este un oraș în comuna Dolna Mitropolia, regiunea Plevna,  Bulgaria. 

## Demografie
Componența etnică a orașului Trăstenik
     Turci (5,43%)
     Bulgari (77,49%)
     Romi (11,58%)
     Nicio identificare (5,39%)
     Altele (0,09%)
La recensământul din 2011, populația orașului Trăstenik era de 4.377 locuitori. Din punct de vedere etnic, majoritatea locuitorilor (77,49%) erau bulgari, existând și minorități de romi (11,58%) și turci (5,43%). Pentru 5,39% din locuitori nu este cunoscută apartenența etnică.